# L'Amour (film, 1990)
Pour les articles homonymes, voir Amour (homonymie).
Pour plus de détails, voir Fiche technique et Distribution.
L'Amour est un film français réalisé en 1989 par Philippe Faucon et sorti en 1990.

## Fiche technique
- Titre : L'Amour
- Réalisation : Philippe Faucon
- Scénario : Philippe Faucon
- Photographie : Bernard Tiphine
- Son : Jean-François Auger, Francisco Veloso et Philippe Welsh
- Montage : Christian Dior
- Musique : Benoît Schlosberg
- Producteur : Humbert Balsan
- Société de production : Paris Classics Productions
- Pays de  production :  France
- Durée : 80 minutes
- Date de sortie : France - 11 juillet 1990[1]

## Distribution
- Laurence Kertekian : Sandrine
- Julie Japhet : Martine
- Mathieu Bauer : Riri
- Sylvain Cartigny : Alex
- Guillaume Briat : Paulo
- Nicolas Porte : Joël

## Récompenses
- Prix du public au Festival de Belfort 1989
- Prix « Perspectives du cinéma français » au Festival de Cannes 1990
- Prix de la Fondation Gan pour le cinéma au Festival de Cannes 1990